# Alessandro Toscani
Alessandro Toscani (Ortona, 18 luglio 1998) è un pallavolista italiano, libero del Padova.

## Carriera

### Club
La carriera di Alessandro Toscani inizia nella stagione 2013-14 con il club della sua città natale, l'Impavida Ortona, in Serie A2. Per il campionato 2017-18 effettua una parentesi al Potentino, per poi ritornare all'Impavida Ortona già dalla stagione seguente. Nell'annata 2021-22 si accasa alla New Mater mentre in quella 2022-23 gioca per l'Olimpia Bergamo, sempre in serie cadetta.
Per il campionato 2023-24 esordisce in Superlega grazie all'acquisto da parte della Sir Safety Perugia, vincendo la Supercoppa italiana, il campionato mondiale per club, la Coppa Italia e lo scudetto, mentre in quello successivo difende i colori del Padova, sempre in Superlega.

## Palmarès

### Club
- Campionato italiano: 1

2023-24
- Coppa Italia: 1

2023-24
- Supercoppa italiana: 1

2023
- Campionato mondiale per club: 1

2023